# Кроуфорд, Хейсли
Хе́йсли Кро́уфорд (англ. Hasely Crawford; род. 16 августа 1950, Сан-Фернандо, Тринидад и Тобаго) — легкоатлет-спринтер из Тринидада и Тобаго, который специализировался в беге на 100 метров. Победитель Олимпийских игр 1976 года в стометровке с личным рекордом 10,06 с.
Хейсли Кроуфорд — первый олимпийский чемпион от Тринидада и Тобаго. Также до 2012 года оставался единственным чемпионом олимпийских игр своей страны, пока его достижение не повторил Кешорн Уолкотт.

## Спортивная карьера
На международных соревнованиях дебютировал в 1970 году. На Британских играх Содружества 1970 года выиграл бронзовую медаль, показав результат 10,33 с. В 1972 году он дебютировал на Олимпийских играх, выйдя в финал в беге на 100 метров, но из-за травмы ахиллового сухожилия не смог финишировать.
В 1975 году стал серебряным призёром в стометровке на Панамериканских игр с результатом 10,21 с.
Пик карьеры Хейсли Кроуфорда пришёлся на 1976 год, когда на Олимпиаде-1976 он выиграл золотую медаль в своей коронной дисциплине. Также на Олимпиаде в Монреале он выступал на дистанции 200 метров, на которой вышел в финал. В финальном забеге на середине дистанции он почувствовал сильную боль в пахе и был вынужден прекратить бег, и в итоге, прихрамывая, добрался до финиша последним. Официальный его результат был 1.19,60 м, что почти на минуту хуже, чем у победителя. Выступил Кроуфорд и на Олимпиаде в Москве: в беге на 100 метров не смог пройти в полуфинал, в эстафете 4×100 метров также не добился успехов.
Он выступал до середины 1980 годов. Его последними крупными соревнованиями стали Олимпийские игры в Лос-Анджелесе, на которых выбыл из борьбы на стадии четвертьфинала.
В 1978 году был награждён высшей наградой страны Крестом Троицы. В 2000 году назван спортсменом тысячелетия в Тринидаде и Тобаго.

## Увековечение памяти
В честь Хейсли Кроуфорда в городе Порт-оф-Спейн назван стадион.